# Bergse hoenderrassen

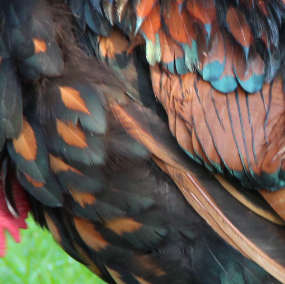
De dobbelung, links in het borstgevederte duidelijk zichtbaar

Graafschap Berg rond 1350

Onder Bergse hoenderrassen worden die landhoenderrassen gerekend, die uit het Bergse Land stammen en cultureel met dit gebied verbonden zijn.  Vanwege hun zeldzaamheid werden de rassen in 2001 in Duitsland tot de bedreigde huisdierrassen van het jaar 2001 verkoren..
Een gemeenschappelijk kenmerk van de rassen is het voorkomen van de zogenaamde "Dobbelung", een uiterst brede vederomzoming. Deze tekening komt enkel bij Bergse hoenders voor.
Tot de Bergse hoederrassen behoren:
- De Bergse kraaier, het oudste hoenderras van Duitsland (eerste tentoonstelling in 1854), dat door zijn buitengewoon lange kraairoep tot de langkraaiers gerekend wordt en zijn krielvariant, de Bergse krielkraaier, die sinds 1925 gefokt wordt.
- De Bergse hangkam, een landhoenderras, dat in het verleden bekend was door haar goede legeigenschappen en genoemd is naar de hangende kam van de hennen. De krielvorm is de Bergse krielhangkam.
- De Duitse kruiper, een landhoenderras, dat zich vooral kenmerkt door de extreem korte loopbenen. Hoewel meerdere kleurslagen in Westfalen en Saksen zijn ontstaan, wordt de oorsprong van het ras algemeen in het Bergse land vermoed. De Krielkruiper is in de loop van de 20e eeuw uitgestorven, maar opnieuw ontstaan door een terugfokprogramma.

## Foto's

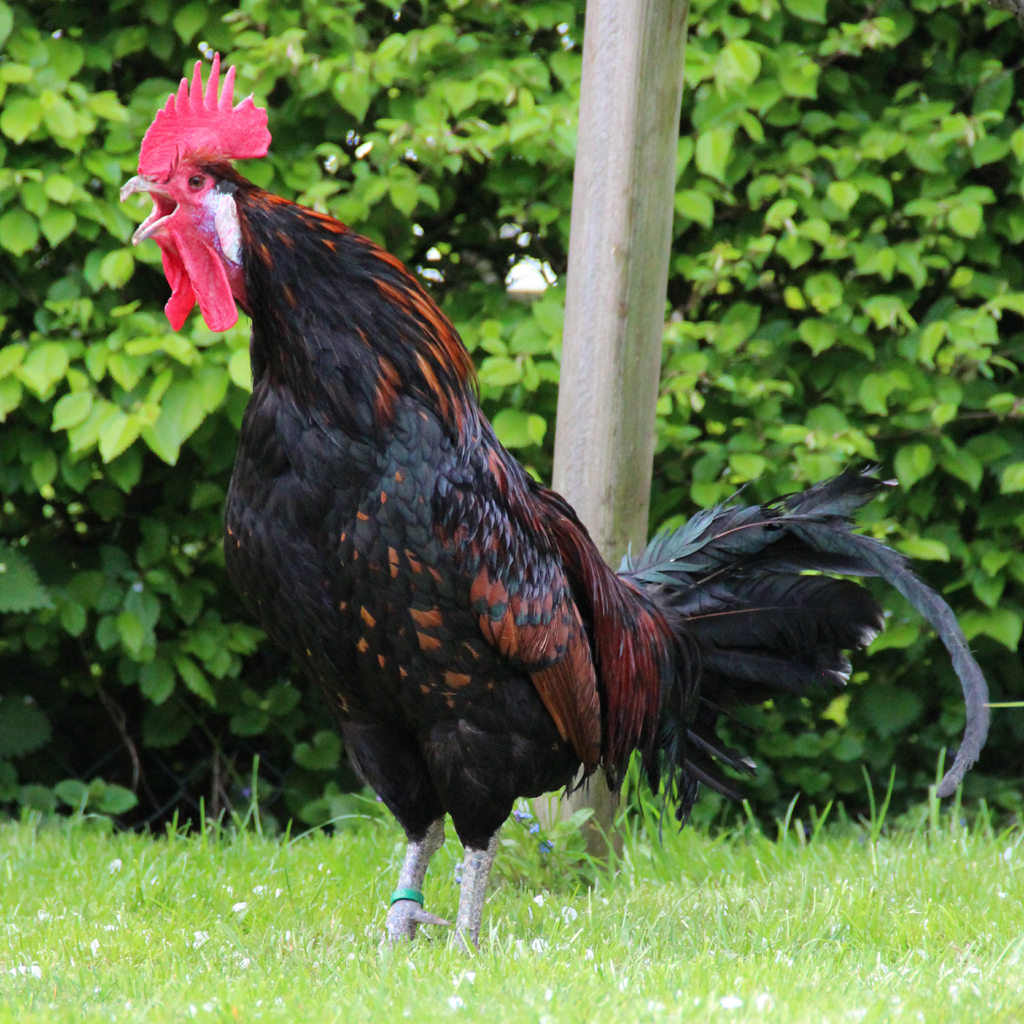
Bergse-kraaierhaan
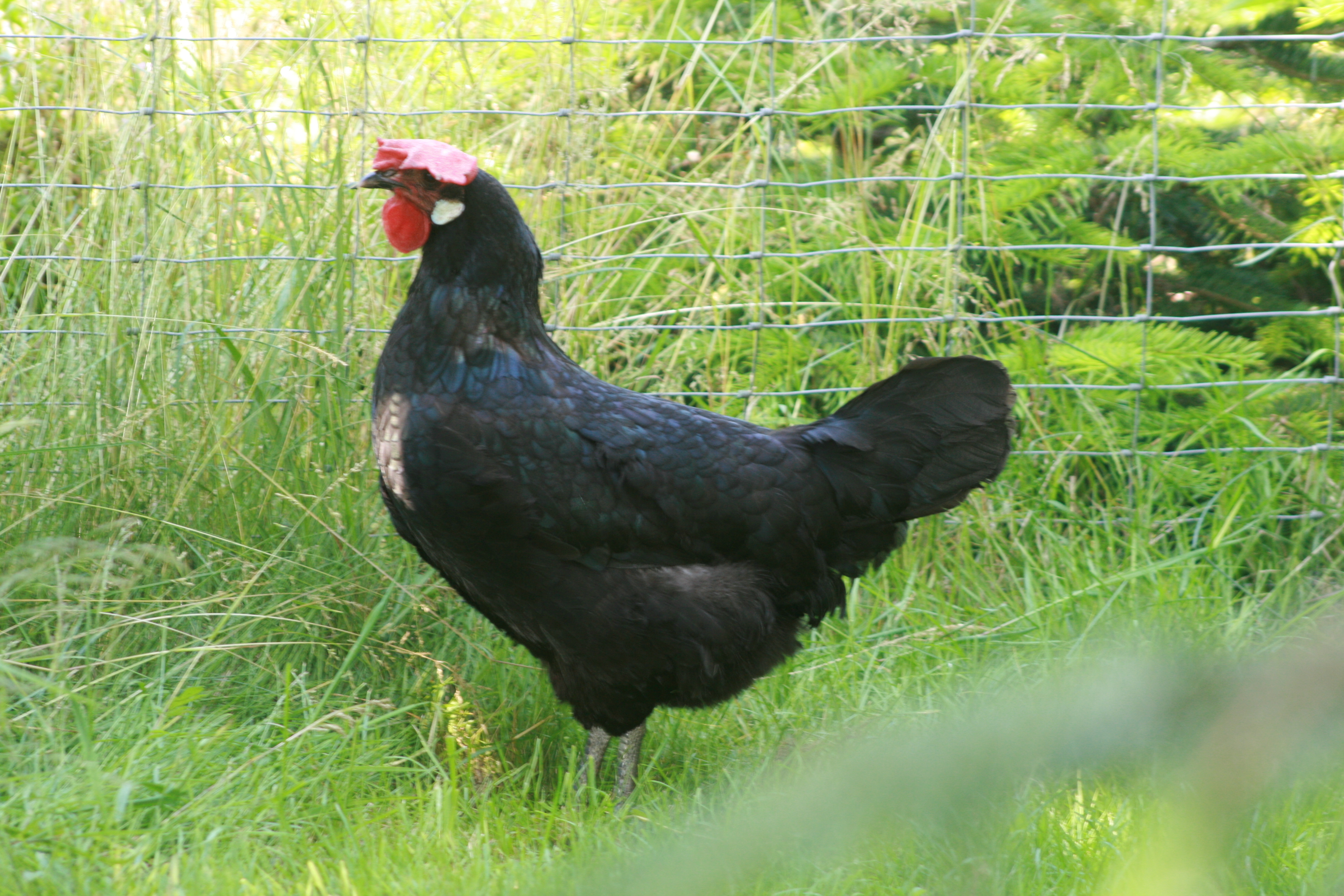
Bergse-hangkamhen
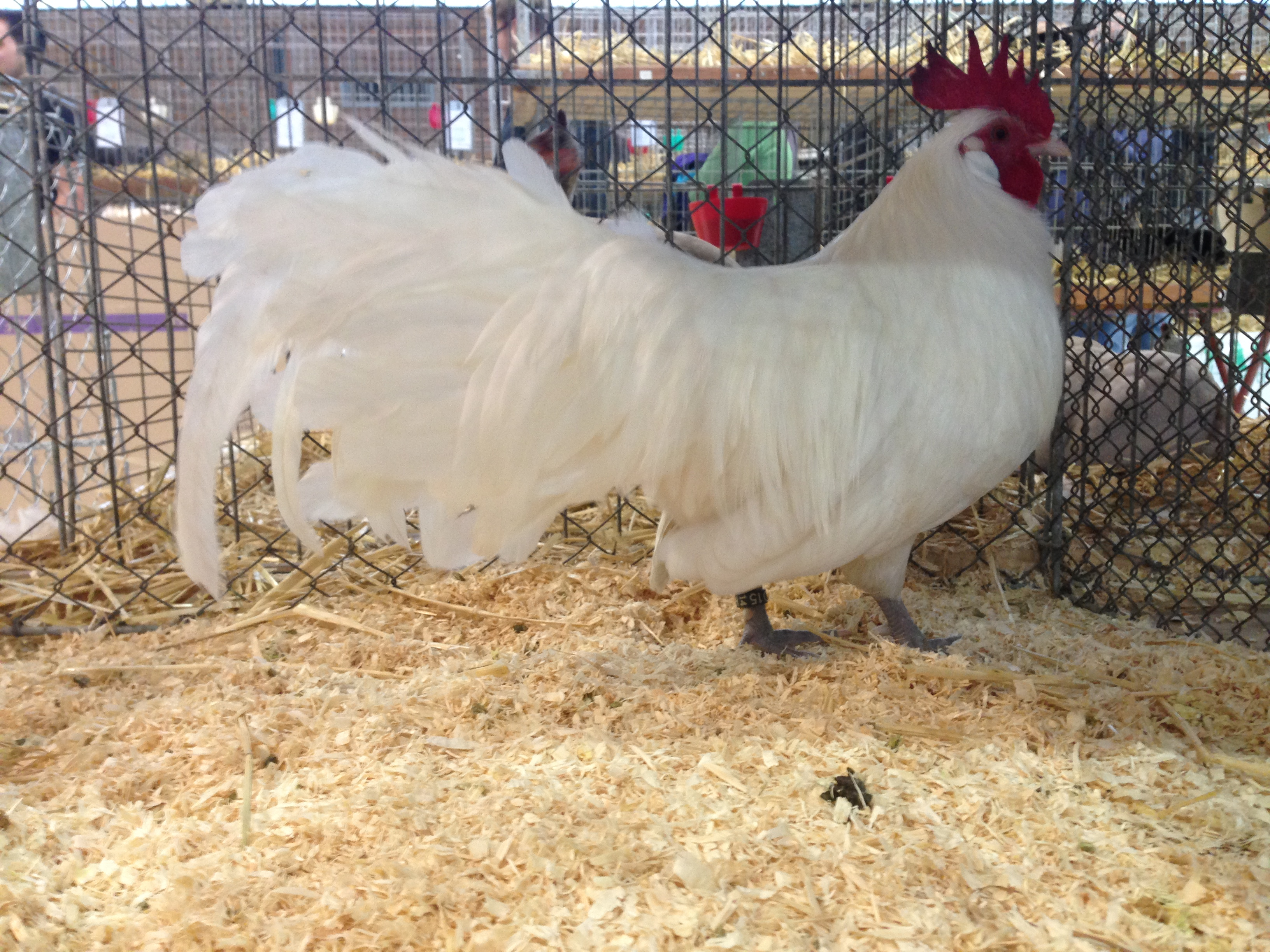
Krielkruiperhaan

## Verwijzigen
1. ↑  Armin Six: „Bergische Hühnerrassen“, Verlagshaus Reutlingen Oertel + Spörer, 2003, ISBN 978-3-88627-515-1.
2. ↑  Gefährdete Nutztierrasse des Jahres 2001 van de Gesellschaft zur Erhaltung alter und gefährdeter Haustierrassen e. V. (GEH)